# Gregório Ben Lâmed Paixão
Gregório (Leozírio) Ben Lâmed Paixão (Neto) (Aracaju, 3 novembre 1964) è un arcivescovo cattolico brasiliano, dall'11 ottobre 2023 arcivescovo metropolita di Fortaleza.

## Biografia

### Formazione e ministero sacerdotale
Dopo aver compiuto gli studi filosofici e teologici presso l'istituto di teologia dei benedettini a Rio de Janeiro, affiliato al Pontificio ateneo Sant'Anselmo di Roma, ha successivamente approfondito gli studi antropologici presso la libera università di Amsterdam ed ha seguito inoltre corsi di pianoforte e di organo presso l'istituto di musica dell'università cattolica di São Salvador.
Nel 1983 è entrato nel monastero di São Bento da Bahia e il 7 dicembre 1986 ha emesso la professione religiosa nell'ordine di San Benedetto e il 21 marzo 1993 è stato ordinato sacerdote.
Successivamente ha ricoperto il ruolo di priore del monastero e direttore del collegio São Bento; inoltre è stato professore invitato presso la libera università di Amsterdam e nell'istituto teologico São Bento.

### Ministero episcopale

Stemma da vescovo

Il 7 giugno 2006 papa Benedetto XVI lo ha nominato vescovo ausiliare di San Salvador di Bahia, assegnandogli la sede titolare di Fico. Il 29 luglio successivo è stato consacrato nella cattedrale di San Salvador di Bahia dal cardinale Geraldo Majella Agnelo, co-consacranti i vescovi ausiliari di San Salvador di Bahia João Carlos Petrini e Josafá Menezes da Silva.
Il 10 ottobre 2012 lo stesso papa lo ha nominato vescovo di Petrópolis, assumendo contestualmente il titolo di gran cancelliere dell'Università Cattolica del Petrópolis.
Il 22 novembre 2012 ha ricevuto il titolo di cittadino dello stato di Rio de Janeiro e, il 15 marzo 2013, ha ricevuto il titolo di cittadino onorario di Petrópolis.
L'11 maggio 2014 gli è stata conferita la Medaglia Koeller, nel grado Croce di Distinzione e il 18 marzo 2016 la Medaglia Koeller, nel grado Croce di Merito, concessa dal consiglio comunale di Petrópolis.
È stato eletto, nel settembre 2015, socio dell'Istituto Storico e Geografico Brasiliano. Dal 2014 è membro ordinario dell'Instituto Histórico de Petrópolis e, dal 2019, dell'Academia Petropolitana de Letras.
Dal 2007 al 2012 è stato segretario della conferenza episcopale Regionale Nordest 3, mentre dal 2023 è vice-presidente del Regionale Est 1.
L'11 ottobre 2023 papa Francesco lo ha promosso arcivescovo metropolita di Fortaleza. Ha preso possesso dell'arcidiocesi il 15 dicembre successivo.
È autore di numerose pubblicazioni di spiritualità benedettina.

## Genealogia episcopale
- Cardinale Scipione Rebiba
- Cardinale Giulio Antonio Santori
- Cardinale Girolamo Bernerio, O.P.
- Arcivescovo Galeazzo Sanvitale
- Cardinale Ludovico Ludovisi
- Cardinale Luigi Caetani
- Cardinale Ulderico Carpegna
- Cardinale Paluzzo Paluzzi Altieri degli Albertoni
- Papa Benedetto XIII
- Papa Benedetto XIV
- Papa Clemente XIII
- Cardinale Bernardino Giraud
- Cardinale Alessandro Mattei
- Cardinale Pietro Francesco Galleffi
- Cardinale Giacomo Filippo Fransoni
- Cardinale Carlo Sacconi
- Cardinale Edward Henry Howard
- Cardinale Mariano Rampolla del Tindaro
- Cardinale Rafael Merry del Val
- Arcivescovo Duarte Leopoldo e Silva
- Arcivescovo Paulo de Tarso Campos
- Cardinale Agnelo Rossi
- Cardinale Paulo Evaristo Arns, O.F.M.
- Cardinale Geraldo Majella Agnelo
- Arcivescovo Gregório (Leozírio) Ben Lâmed Paixão (Neto), O.S.B.